# 선저우 (우주선)

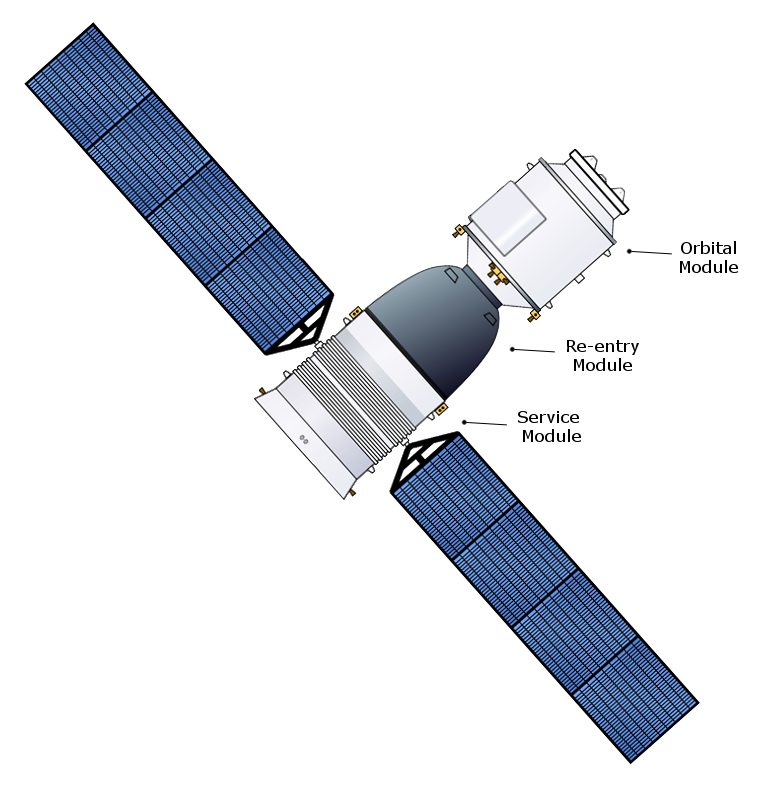
선저우 7호

선저우 우주선(神舟飛船)은 중국의 유인우주선이다.

## 역사
1994년 러시아는 우주기술을 중국에 수출했다. 1995년 소유즈 우주선 기술이전 계약을 체결했다. 우주비행사 훈련, 소유즈 우주선 제공, 생명유지장치, 도킹 시스템, 우주복 등의 기술을 이전했다. 1996년 2명의 중국 우주비행사가 유리 가가린 우주비행사 훈련 센터에서 훈련을 받았다. 이들은 귀국해 다른 중국 우주비행사들을 훈련시켰다. 주취안 위성발사센터에 선저우 우주선 발사장을 새로 건설했다. 1998년 선저우 우주선을 탑재한 창정 2F 로켓의 모형을 지상에 설치해 지상 테스트를 했다.

## 소유즈 우주선
선저우 우주선은 러시아 소유즈 우주선의 디자인과 닮았다. 1966년 최초 발사된 3인승 소유즈 우주선은 2018년 현재 4세대 소유즈가 발사되고 있으며, 무게는 7.2톤 정도인데, 선저우는 보다 대형으로, 7.84톤에 3인승이다.
1966년의 1세대 소유즈 우주선은 무게 5.88톤에 우주복을 입지 않은 우주비행사 3인이 탑승했다. 그러나 선저우 우주선은 최초 버전부터 우주복을 입은 우주비행사 3인이 탑승하게 설계되었다.
선저우도 소유즈와 같이 3개의 모듈로 구성되어 있다. 궤도선 모듈, 지구에 낙하하는 재진입 모듈, 메인 엔진 등의 서비스 모듈이다.

## 발사기록
- 선저우 1호 – 1999년 11월 19일, 무인 시험비행
- 선저우 2호 – 2001년 1월 9일, 동물 탑승
- 선저우 3호 – 2002년 3월 25일, 무인 시험비행
- 선저우 4호 – 2002년 12월 29일, 무인 시험비행
- 선저우 5호 – 2003년 10월 15일, 양리웨이 탑승, 지구 저궤도를 14회 회전
- 선저우 6호 – 2005년 10월 12일, 5일간 비행, 2인 탑승
- 선저우 7호 – 2008년 9월 25일, 최초로 3인 탑승, 최초로 우주유영
- 선저우 8호 – 2011년 10월 31일, 무인 시험비행, 톈궁 1호 우주정거장에 도킹
- 선저우 9호 – 2012년 6월 16일, 최초의 여자 우주비행사 탑승, 톈궁 1호 우주정거장에 도킹
- 선저우 10호 – 2013년 6월 11일, 1인은 여자, 톈궁 1호 우주정거장에 도킹
- 선저우 11호 – 2016년 10월 17일 발사
- 선저우 12호 – 2021년 6월 17일 발사
- 선저우 13호 – 2021년 10월 15일 발사
- 선저우 14호 – 2022년 6월 5일 발사
- 선저우 15호 – 2022년 11월 29일 발사
- 선저우 16호 – 2023년 5월 30일 발사
- 선저우 17호 – 2023년 10월 26일 발사
- 선저우 18호 – 2024년 4월 25일 발사
- 선저우 19호 – 2024년 10월 30일 발사

## 같이 보기
- 863 계획
- 베이징 항공항천대학
- 하얼빈 공업대학
- 창정 로켓
- 톈궁 계획
- 선저우 계획